# FA Cup 2002-03
La FA Cup 2002-03 fue la 122ª edición del más antiguo torneo de fútbol reconocido en el mundo. Comenzó el 17 de agosto de 2002, con las rondas preliminares de equipos de los niveles bajos del fútbol inglés.
El Arsenal ganó el título con el solitario gol del francés Robert Pirès al Southampton en la final, jugada en el Millennium Stadium en Cardiff, Gales.

## Calendario
| Ronda                        | Fecha                    |
| ---------------------------- | ------------------------ |
| Ronda extra preliminar       | 17 de agosto de 2002     |
| Ronda preliminar             | 31 de agosto de 2002     |
| Primera ronda clasificatoria | 14 de septiembre de 2002 |
| Segunda ronda clasificatoria | 28 de septiembre de 2002 |
| Tercera ronda clasificatoria | 12 de octubre de 2002    |
| Cuarta ronda clasificatoria  | 26 de octubre de 2002    |
| Primera ronda                | 16 de noviembre de 2002  |
| Segunda ronda                | 7 de diciembre de 2002   |
| Tercera ronda                | 4 de enero de 2003       |
| Cuarta ronda                 | 25 de enero de 2003      |
| Octavos de final             | 15 de febrero de 2003    |
| Cuartos de final             | 8 de marzo de 2003       |
| Semifinales                  | 13 de abril de 2003      |
| Final                        | 17 de mayo de 2003       |

## Primera ronda
| N.º                                     | Local                  | Resultado | Visita                     | Fecha                   | Asistencia |
| --------------------------------------- | ---------------------- | --------- | -------------------------- | ----------------------- | ---------- |
| 1                                       | Chesterfield           | 1–2       | Morecambe                  | 16 de noviembre de 2002 | 3,703      |
| 2                                       | Bournemouth            | 2–1       | Doncaster Rovers           | 16 de noviembre de 2002 | 5,371      |
| 3                                       | Barrow                 | 2–0       | Moor Green                 | 16 de noviembre de 2002 | 2,650      |
| 4                                       | Bury                   | 0–3       | Plymouth Argyle            | 16 de noviembre de 2002 | 2,987      |
| 5                                       | Rochdale               | 3–2       | Peterborough United        | 16 de noviembre de 2002 | 2,566      |
| 6                                       | Yeovil Town            | 0–2       | Cheltenham Town            | 16 de noviembre de 2002 | 6,455      |
| 7                                       | Vauxhall Motors        | 0–0       | Queen's Park Rangers       | 16 de noviembre de 2002 | 3,507      |
| Replay                                  | Queen's Park Rangers   | 1 – 1     | Vauxhall Motors            | 26 de noviembre de 2002 | 5,336      |
| Vauxhall Motors ganó 4-3 en los penales |                        |           |                            |                         |            |
| 8                                       | Northwich Victoria     | 0–3       | Scunthorpe United          | 16 de noviembre de 2002 | 1,724      |
| 9                                       | Luton Town             | 4–0       | Guiseley                   | 16 de noviembre de 2002 | 5,248      |
| 10                                      | Swindon Town           | 1–0       | Huddersfield Town          | 16 de noviembre de 2002 | 4,210      |
| 11                                      | Scarborough            | 0–0       | Cambridge United           | 16 de noviembre de 2002 | 2,084      |
| Replay                                  | Cambridge United       | 2 – 1     | Scarborough                | 26 de noviembre de 2002 | 3,373      |
| 12                                      | Shrewsbury Town        | 4–0       | Stafford Rangers           | 16 de noviembre de 2002 | 5,114      |
| 13                                      | Wrexham                | 0–2       | Darlington                 | 16 de noviembre de 2002 | 3,442      |
| 14                                      | Tranmere Rovers        | 2–2       | Cardiff City               | 16 de noviembre de 2002 | 5,592      |
| Replay                                  | Cardiff City           | 2 – 1     | Tranmere Rovers            | 26 de noviembre de 2002 | 6,853      |
| 15                                      | Stockport County       | 4–1       | St Albans City             | 16 de noviembre de 2002 | 3,303      |
| 16                                      | Wycombe Wanderers      | 2–4       | Brentford                  | 16 de noviembre de 2002 | 5,673      |
| 17                                      | Kidderminster Harriers | 2–2       | Rushden & Diamonds         | 16 de noviembre de 2002 | 3,079      |
| Replay                                  | Rushden & Diamonds     | 2 – 1     | Kidderminster Harriers     | 26 de noviembre de 2002 | 3,391      |
| 18                                      | Barnsley               | 1–4       | Blackpool                  | 16 de noviembre de 2002 | 6,857      |
| 19                                      | Bristol Rovers         | 0–0       | Runcorn Halton             | 16 de noviembre de 2002 | 4,135      |
| Replay                                  | Runcorn Halton         | 1 – 3     | Bristol Rovers             | 26 de noviembre de 2002 | 2,444      |
| 20                                      | Northampton Town       | 3–2       | Boston United              | 16 de noviembre de 2002 | 4,373      |
| 21                                      | Hull City              | 0–3       | Macclesfield Town          | 16 de noviembre de 2002 | 7,803      |
| 22                                      | Carlisle United        | 2–1       | Lincoln City               | 16 de noviembre de 2002 | 4,388      |
| 23                                      | Oldham Athletic        | 2–2       | Burton Albion              | 16 de noviembre de 2002 | 5,802      |
| Replay                                  | Burton Albion          | 2 – 2     | Oldham Athletic            | 27 de noviembre de 2002 | 3,416      |
| Oldham Athletic ganó 5-4 en los penales |                        |           |                            |                         |            |
| 24                                      | Southend United        | 1–1       | Hartlepool United          | 16 de noviembre de 2002 | 4,984      |
| Replay                                  | Hartlepool United      | 1 – 2     | Southend United            | 26 de noviembre de 2002 | 4,080      |
| 25                                      | Port Vale              | 0–1       | Crewe Alexandra            | 16 de noviembre de 2002 | 5,507      |
| 26                                      | Southport              | 4–2       | Notts County               | 16 de noviembre de 2002 | 3,519      |
| 27                                      | Torquay United         | 5–0       | Boreham Wood               | 16 de noviembre de 2002 | 2,739      |
| 28                                      | York City              | 2–1       | Swansea City               | 26 de noviembre de 2002 | 2,948      |
| 29                                      | Hereford United        | 0–1       | Wigan Athletic             | 16 de noviembre de 2002 | 4,005      |
| 30                                      | Tiverton Town          | 1–1       | Crawley Town               | 16 de noviembre de 2002 | 1,840      |
| Replay                                  | Crawley Town           | 3 – 2     | Tiverton Town              | 26 de noviembre de 2002 | 3,907      |
| 31                                      | Colchester United      | 0–1       | Chester City               | 16 de noviembre de 2002 | 2,901      |
| 32                                      | Leyton Orient          | 1–1       | Margate                    | 16 de noviembre de 2002 | 3,605      |
| Replay                                  | Margate                | 1 – 0     | Leyton Orient              | 26 de noviembre de 2002 | 2,048      |
| 33                                      | Slough Town            | 1–2       | Harrogate Railway Athletic | 16 de noviembre de 2002 | 1,687      |
| 34                                      | Farnborough Town       | 5–1       | Harrogate Town             | 16 de noviembre de 2002 | 1,090      |
| 35                                      | Forest Green Rovers    | 0–0       | Exeter City                | 17 de noviembre de 2002 | 2,147      |
| Replay                                  | Exeter City            | 2 – 1     | Forest Green Rovers        | 26 de noviembre de 2002 | 2,951      |
| 36                                      | Heybridge Swifts       | 0–7       | Bristol City               | 16 de noviembre de 2002 | 2,046      |
| 37                                      | Stevenage Borough      | 1–0       | Hastings United            | 16 de noviembre de 2002 | 1,821      |
| 38                                      | Dover Athletic         | 0–1       | Oxford United              | 16 de noviembre de 2002 | 4,186      |
| 39                                      | Dagenham & Redbridge   | 3–2       | Havant & Waterlooville     | 16 de noviembre de 2002 | 1,546      |
| 40                                      | Team Bath              | 2–4       | Mansfield Town             | 16 de noviembre de 2002 | 5,469      |

## Segunda ronda
| No     | Local                      | Resultado | Visita               | Fecha                   | Asistencia |
| ------ | -------------------------- | --------- | -------------------- | ----------------------- | ---------- |
| 1      | Blackpool                  | 3–1       | Torquay United       | 7 de diciembre de 2002  | 5,014      |
| 2      | Darlington                 | 4–1       | Stevenage Borough    | 7 de diciembre de 2002  | 3,351      |
| 3      | Macclesfield Town          | 2–0       | Vauxhall Motors      | 7 de diciembre de 2002  | 2,972      |
| 4      | Crewe Alexandra            | 3–0       | Mansfield Town       | 7 de diciembre de 2002  | 4,563      |
| 5      | Shrewsbury Town            | 3–1       | Barrow               | 7 de diciembre de 2002  | 4,210      |
| 6      | Stockport County           | 0–3       | Plymouth Argyle      | 7 de diciembre de 2002  | 3,571      |
| 7      | Bristol Rovers             | 1–1       | Rochdale             | 7 de diciembre de 2002  | 4,369      |
| Replay | Rochdale                   | 3 – 2     | Bristol Rovers       | 17 de diciembre de 2002 | 2,206      |
| 8      | Oldham Athletic            | 1–2       | Cheltenham Town      | 7 de diciembre de 2002  | 4,416      |
| 9      | Southend United            | 1–1       | Bournemouth          | 7 de diciembre de 2002  | 5,721      |
| Replay | Bournemouth                | 3 – 2     | Southend United      | 17 de diciembre de 2002 | 5,456      |
| 10     | Exeter City                | 3–1       | Rushden & Diamonds   | 7 de diciembre de 2002  | 2,277      |
| 11     | Scunthorpe United          | 0–0       | Carlisle United      | 7 de diciembre de 2002  | 3,590      |
| Replay | Carlisle United            | 0 – 1     | Scunthorpe United    | 23 de diciembre de 2002 | 6,809      |
| 12     | Margate                    | 0–3       | Cardiff City         | 7 de diciembre de 2002  | 1,362      |
| 13     | Southport                  | 0–3       | Farnborough Town     | 7 de diciembre de 2002  | 2,534      |
| 14     | Morecambe                  | 3–2       | Chester City         | 7 de diciembre de 2002  | 4,293      |
| 15     | York City                  | 1–2       | Brentford            | 7 de diciembre de 2002  | 3,517      |
| 16     | Wigan Athletic             | 3–0       | Luton Town           | 7 de diciembre de 2002  | 4,544      |
| 17     | Cambridge United           | 2–2       | Northampton Town     | 7 de diciembre de 2002  | 5,076      |
| Replay | Northampton Town           | 0 – 1     | Cambridge United     | 17 de diciembre de 2002 | 4,591      |
| 18     | Harrogate Railway Athletic | 1–3       | Bristol City         | 8 de diciembre de 2002  | 3,500      |
| 19     | Crawley Town               | 1–2       | Dagenham & Redbridge | 7 de diciembre de 2002  | 4,516      |
| 20     | Oxford United              | 1–0       | Swindon Town         | 8 de diciembre de 2002  | 11,645     |

## Tercera ronda
Durante esta ronda destaca el triunfo del Shrewsbury Town, quien al término de la temporada descendió de la Football League, por 2-1 sobre el Everton, que estaba en competiciones europeas ese año. Kevin Ratcliffe era el entrenador del Shrewsbury, exjugador del Everton. En ese encuentro también se vio a una joven promesa de 17 años del fútbol inglés, Wayne Rooney.
| N.º                                 | Local                   | Resultado | Visita                 | Fecha               | Asistencia |
| ----------------------------------- | ----------------------- | --------- | ---------------------- | ------------------- | ---------- |
| 1                                   | Blackpool               | 1–2       | Crystal Palace         | 4 de enero de 2003  | 9,062      |
| 2                                   | Darlington              | 2–3       | Farnborough Town       | 4 de enero de 2003  | 4,260      |
| 3                                   | Bournemouth             | 0–0       | Crewe Alexandra        | 4 de enero de 2003  | 7,252      |
| Replay                              | Crewe Alexandra         | 2 – 2     | Bournemouth            | 14 de enero de 2003 | 4,540      |
| Bournemouth ganó 3-1 en los penales |                         |           |                        |                     |            |
| 4                                   | Preston North End       | 1–2       | Rochdale               | 4 de enero de 2003  | 8,762      |
| 5                                   | Southampton             | 4–0       | Tottenham Hotspur      | 4 de enero de 2003  | 25,589     |
| 6                                   | Walsall                 | 0–0       | Reading                | 4 de enero de 2003  | 5,987      |
| Replay                              | Reading                 | 1 – 1     | Walsall                | 14 de enero de 2003 | 8,767      |
| Walsall ganó 4-1 en los penales     |                         |           |                        |                     |            |
| 7                                   | Gillingham              | 4–1       | Sheffield Wednesday    | 7 de enero de 2003  | 6,434      |
| 8                                   | Leicester City          | 2–0       | Bristol City           | 4 de enero de 2003  | 25,868     |
| 9                                   | Aston Villa             | 1–4       | Blackburn Rovers       | 4 de enero de 2003  | 23,884     |
| 10                                  | Bolton Wanderers        | 1–1       | Sunderland             | 4 de enero de 2003  | 10,123     |
| Replay                              | Sunderland              | 2 – 0     | Bolton Wanderers       | 14 de enero de 2003 | 14,550     |
| 11                                  | Grimsby Town            | 2–2       | Burnley                | 4 de enero de 2003  | 5,350      |
| Replay                              | Burnley                 | 4 – 0     | Grimsby Town           | 14 de enero de 2003 | 5,436      |
| 12                                  | Macclesfield Town       | 0–2       | Watford                | 4 de enero de 2003  | 4,244      |
| 13                                  | Wolverhampton Wanderers | 3–2       | Newcastle United       | 5 de enero de 2003  | 27,316     |
| 14                                  | West Bromwich Albion    | 3–1       | Bradford City          | 4 de enero de 2003  | 19,909     |
| 15                                  | Shrewsbury Town         | 2–1       | Everton                | 4 de enero de 2003  | 7,800      |
| 16                                  | Sheffield United        | 4–0       | Cheltenham Town        | 4 de enero de 2003  | 9,166      |
| 17                                  | Ipswich Town            | 4–0       | Morecambe              | 4 de enero de 2003  | 18,529     |
| 18                                  | Manchester City         | 0–1       | Liverpool              | 5 de enero de 2003  | 28,586     |
| 19                                  | Fulham                  | 3–1       | Birmingham City        | 5 de enero de 2003  | 9,203      |
| 20                                  | Brentford               | 1–0       | Derby County           | 4 de enero de 2003  | 8,709      |
| 21                                  | West Ham United         | 3–2       | Nottingham Forest      | 4 de enero de 2003  | 29,612     |
| 22                                  | Manchester United       | 4–1       | Portsmouth             | 4 de enero de 2003  | 67,222     |
| 23                                  | Norwich City            | 3–1       | Brighton & Hove Albion | 14 de enero de 2003 | 17,205     |
| 24                                  | Plymouth Argyle         | 2–2       | Dagenham & Redbridge   | 4 de enero de 2003  | 11,885     |
| Replay                              | Dagenham & Redbridge    | 2 – 0     | Plymouth Argyle        | 14 de enero de 2003 | 4,530      |
| 25                                  | Chelsea                 | 1–0       | Middlesbrough          | 4 de enero de 2003  | 29,796     |
| 26                                  | Scunthorpe United       | 0–2       | Leeds United           | 4 de enero de 2003  | 8,329      |
| 27                                  | Cardiff City            | 2–2       | Coventry City          | 4 de enero de 2003  | 16,013     |
| Replay                              | Coventry City           | 3 – 0     | Cardiff City           | 15 de enero de 2003 | 11,997     |
| 28                                  | Charlton Athletic       | 3–1       | Exeter City            | 4 de enero de 2003  | 18,107     |
| 29                                  | Arsenal                 | 2–0       | Oxford United          | 4 de enero de 2003  | 35,432     |
| 30                                  | Stoke City              | 3–0       | Wigan Athletic         | 4 de enero de 2003  | 9,618      |
| 31                                  | Rotherham United        | 0–3       | Wimbledon              | 4 de enero de 2003  | 4,527      |
| 32                                  | Cambridge United        | 1–1       | Millwall               | 4 de enero de 2003  | 6,864      |
| Replay                              | Millwall                | 3 – 2     | Cambridge United       | 14 de enero de 2003 | 7,031      |

## Cuarta ronda
| No                                 | Local                   | Resultado | Visita               | Fecha                | Asistencia |
| ---------------------------------- | ----------------------- | --------- | -------------------- | -------------------- | ---------- |
| 1                                  | Rochdale                | 2–0       | Coventry City        | 25 de enero de 2003  | 9,156      |
| 2                                  | Southampton             | 1–1       | Millwall             | 25 de enero de 2003  | 23,809     |
| Replay                             | Millwall                | 1 – 2     | Southampton          | 5 de febrero de 2003 | 10,197     |
| 3                                  | Watford                 | 1–0       | West Bromwich Albion | 25 de enero de 2003  | 16,975     |
| 4                                  | Walsall                 | 2–0       | Wimbledon            | 25 de enero de 2003  | 6,693      |
| 5                                  | Gillingham              | 1–1       | Leeds United         | 25 de enero de 2003  | 11,093     |
| Replay                             | Leeds United            | 2 – 1     | Gillingham           | 4 de febrero de 2003 | 29,359     |
| 6                                  | Blackburn Rovers        | 3–3       | Sunderland           | 25 de enero de 2003  | 14,315     |
| Replay                             | Sunderland              | 2 – 2     | Blackburn Rovers     | 5 de febrero de 2003 | 15,745     |
| Sunderland ganó 3-0 en los penales |                         |           |                      |                      |            |
| 7                                  | Wolverhampton Wanderers | 4–1       | Leicester City       | 25 de enero de 2003  | 28,164     |
| 8                                  | Shrewsbury Town         | 0–4       | Chelsea              | 26 de enero de 2003  | 7,950      |
| 9                                  | Sheffield United        | 4–3       | Ipswich Town         | 25 de enero de 2003  | 12,757     |
| 10                                 | Fulham                  | 3–0       | Charlton Athletic    | 26 de enero de 2003  | 12,203     |
| 11                                 | Brentford               | 0–3       | Burnley              | 25 de enero de 2003  | 9,563      |
| 12                                 | Manchester United       | 6–0       | West Ham United      | 26 de enero de 2003  | 67,181     |
| 13                                 | Norwich City            | 1–0       | Dagenham & Redbridge | 25 de enero de 2003  | 21,164     |
| 14                                 | Crystal Palace          | 0–0       | Liverpool            | 26 de enero de 2003  | 26,054     |
| Replay                             | Liverpool               | 0 – 2     | Crystal Palace       | 5 de febrero de 2003 | 35,109     |
| 15                                 | Farnborough Town        | 1–5       | Arsenal              | 25 de enero de 2003  | 35,108     |
| 16                                 | Stoke City              | 3–0       | Bournemouth          | 26 de enero de 2003  | 12,004     |

## Octavos de final
| N.º    | Local                   | Resultado | Visita       | Fecha                 | Asistencia |
| ------ | ----------------------- | --------- | ------------ | --------------------- | ---------- |
| 1      | Southampton             | 2–0       | Norwich City | 15 de febrero de 2003 | 31,103     |
| 2      | Wolverhampton Wanderers | 3–1       | Rochdale     | 16 de febrero de 2003 | 23,921     |
| 3      | Sunderland              | 0–1       | Watford      | 15 de febrero de 2003 | 26,916     |
| 4      | Sheffield United        | 2–0       | Walsall      | 15 de febrero de 2003 | 17,510     |
| 5      | Fulham                  | 1–1       | Burnley      | 16 de febrero de 2003 | 13,062     |
| Replay | Burnley                 | 3–0       | Fulham       | 26 de febrero de 2003 | 11,635     |
| 6      | Manchester United       | 0–2       | Arsenal      | 15 de febrero de 2003 | 67,209     |
| 7      | Crystal Palace          | 1–2       | Leeds United | 16 de febrero de 2003 | 24,512     |
| 8      | Stoke City              | 0–2       | Chelsea      | 16 de febrero de 2003 | 26,615     |

## Cuartos de final
| 8 de marzo de 2003, 17:15 | Arsenal                   | 2:2     | Chelsea                  | Highbury, Londres                                       |                                                         |
|                           | - Jeffers 36' - Henry 45' | Reporte | - 3' Terry - 83' Lampard | Asistencia: 38.104 espectadores Árbitro(s): Paul Durkin | Asistencia: 38.104 espectadores Árbitro(s): Paul Durkin |

| 9 de marzo de 2003, 11:30 | Sheffield United | 1:0     | Leeds United | Bramall Lane, Sheffield                                   |                                                           |
|                           | - Kabba 78'      | Reporte |              | Asistencia: 24.633 espectadores Árbitro(s): Steve Bennett | Asistencia: 24.633 espectadores Árbitro(s): Steve Bennett |

| 9 de marzo de 2003, 13:30 | Watford                 | 2:0     | Burnley | Vicarage Road, Watford                                 |                                                        |
|                           | - Smith 74' - Glass 80' | Reporte |         | Asistencia: 20.336 espectadores Árbitro(s): Alan Wiley | Asistencia: 20.336 espectadores Árbitro(s): Alan Wiley |

| 9 de marzo de 2003, 16:00 | Southampton                | 2:0     | Wolverhampton Wanderers | St Mary's Stadium, Southampton                          |                                                         |
|                           | - Marsden 56' - Butler 81' | Reporte |                         | Asistencia: 31.715 espectadores Árbitro(s): Andy D'Urso | Asistencia: 31.715 espectadores Árbitro(s): Andy D'Urso |

### Replay
| 25 de marzo de 2003, 19:45 | Chelsea     | 1:3     | Arsenal                                | Stamford Bridge, Londres                                  |                                                           |
|                            | - Terry 11' | Reporte | - 75' Terry - 11' Wiltord - 11' Lauren | Asistencia: 41.456 espectadores Árbitro(s): David Elleray | Asistencia: 41.456 espectadores Árbitro(s): David Elleray |

## Semifinales
Los encuentros se jugaron el 13 de abril, a partido único y en canchas neutrales. Arsenal y Southampton, entonces en la Premier League, enfrentaron al Sheffield United y el Watford de la Divion One, segunda categoría.
| 13 de abril de 2003, 13:30 | Arsenal         | 1:0     | Sheffield United | Old Trafford, Mánchester                                |                                                         |
|                            | - Ljungberg 34' | Reporte |                  | Asistencia: 59.170 espectadores Árbitro(s): Graham Poll | Asistencia: 59.170 espectadores Árbitro(s): Graham Poll |

| 13 de abril de 2003, 16:30 | Watford     | 1:2     | Southampton                  | Villa Park, Birmingham                                 |                                                        |
|                            | - Gayle 88' | Reporte | - 43' Ormerod - 80' Robinson | Asistencia: 42.602 espectadores Árbitro(s): Mike Riley | Asistencia: 42.602 espectadores Árbitro(s): Mike Riley |

## Final
| 1     | POR   | David Seaman      |     |
| 12    | DEF   | Lauren            |     |
| 5     | DEF   | Martin Keown      |     |
| 22    | DEF   | Oleh Luzhny       |     |
| 3     | DEF   | Ashley Cole       |     |
| 7     | MED   | Robert Pirès      |     |
| 15    | MED   | Ray Parlour       |     |
| 19    | MED   | Gilberto Silva    |     |
| 8     | MED   | Fredrik Ljungberg |     |
| 10    | DEL   | Dennis Bergkamp   | 77' |
| 14    | DEL   | Thierry Henry     |     |
| D. T. | D. T. | Arsène Wenger     |     |

| 14    | POR   | Antti Niemi      | 66' |
| 32    | DEF   | Chris Baird      | 86' |
| 5     | DEF   | Claus Lundekvam  |     |
| 11    | DEF   | Michael Svensson |     |
| 3     | DEF   | Wayne Bridge     |     |
| 33    | MED   | Paul Telfer      |     |
| 8     | MED   | Matt Oakley      |     |
| 12    | MED   | Anders Svensson  | 75' |
| 4     | MED   | Chris Marsden    |     |
| 36    | DEL   | Brett Ormerod    |     |
| 9     | DEL   | James Beattie    |     |
| D. T. | D. T. | Gordon Strachan  |     |

| 11 | DEL | Sylvain Wiltord | 77' |

| 1  | POR | Paul Jones        | 66' |
| 21 | DEL | Jo Tessem         | 75' |
| 29 | MED | Fabrice Fernandes | 86' |

| 38' | Robert Pirès | 1:0 |

| 30' · 66' | Martin Keown Thierry Henry |

| 31' · 60' · 77' · 90' | James Beattie Paul Telfer Chris Marsden Anders Svensson |

| Principal  | Graham Barber |
| Asistentes | Nigel Miller  |
|            | Keith Stroud  |
| Cuarto     | Mike Dean     |

|                    |     |     |
| Tiros              | 12  | 14  |
| Tiros a puerta     | 7   | 4   |
| Faltas             | 10  | 18  |
| Saques de esquina  | 4   | 8   |
| Fueras de juego    | 3   | 3   |
| Posesión del balón | 59% | 41% |

| Alineación inicial |

| 1     | POR   | David Seaman      |     |
| 12    | DEF   | Lauren            |     |
| 5     | DEF   | Martin Keown      |     |
| 22    | DEF   | Oleh Luzhny       |     |
| 3     | DEF   | Ashley Cole       |     |
| 7     | MED   | Robert Pirès      |     |
| 15    | MED   | Ray Parlour       |     |
| 19    | MED   | Gilberto Silva    |     |
| 8     | MED   | Fredrik Ljungberg |     |
| 10    | DEL   | Dennis Bergkamp   | 77' |
| 14    | DEL   | Thierry Henry     |     |
| D. T. | D. T. | Arsène Wenger     |     |

| 14    | POR   | Antti Niemi      | 66' |
| 32    | DEF   | Chris Baird      | 86' |
| 5     | DEF   | Claus Lundekvam  |     |
| 11    | DEF   | Michael Svensson |     |
| 3     | DEF   | Wayne Bridge     |     |
| 33    | MED   | Paul Telfer      |     |
| 8     | MED   | Matt Oakley      |     |
| 12    | MED   | Anders Svensson  | 75' |
| 4     | MED   | Chris Marsden    |     |
| 36    | DEL   | Brett Ormerod    |     |
| 9     | DEL   | James Beattie    |     |
| D. T. | D. T. | Gordon Strachan  |     |

| 11 | DEL | Sylvain Wiltord | 77' |

| 1  | POR | Paul Jones        | 66' |
| 21 | DEL | Jo Tessem         | 75' |
| 29 | MED | Fabrice Fernandes | 86' |

| 38' | Robert Pirès | 1:0 |

| 30' · 66' | Martin Keown Thierry Henry |

| 31' · 60' · 77' · 90' | James Beattie Paul Telfer Chris Marsden Anders Svensson |

| Principal  | Graham Barber |
| Asistentes | Nigel Miller  |
|            | Keith Stroud  |
| Cuarto     | Mike Dean     |

|                    |     |     |
| Tiros              | 12  | 14  |
| Tiros a puerta     | 7   | 4   |
| Faltas             | 10  | 18  |
| Saques de esquina  | 4   | 8   |
| Fueras de juego    | 3   | 3   |
| Posesión del balón | 59% | 41% |

| Alineación inicial |

| 1     | POR   | David Seaman      |     |
| 12    | DEF   | Lauren            |     |
| 5     | DEF   | Martin Keown      |     |
| 22    | DEF   | Oleh Luzhny       |     |
| 3     | DEF   | Ashley Cole       |     |
| 7     | MED   | Robert Pirès      |     |
| 15    | MED   | Ray Parlour       |     |
| 19    | MED   | Gilberto Silva    |     |
| 8     | MED   | Fredrik Ljungberg |     |
| 10    | DEL   | Dennis Bergkamp   | 77' |
| 14    | DEL   | Thierry Henry     |     |
| D. T. | D. T. | Arsène Wenger     |     |

| 14    | POR   | Antti Niemi      | 66' |
| 32    | DEF   | Chris Baird      | 86' |
| 5     | DEF   | Claus Lundekvam  |     |
| 11    | DEF   | Michael Svensson |     |
| 3     | DEF   | Wayne Bridge     |     |
| 33    | MED   | Paul Telfer      |     |
| 8     | MED   | Matt Oakley      |     |
| 12    | MED   | Anders Svensson  | 75' |
| 4     | MED   | Chris Marsden    |     |
| 36    | DEL   | Brett Ormerod    |     |
| 9     | DEL   | James Beattie    |     |
| D. T. | D. T. | Gordon Strachan  |     |

| 11 | DEL | Sylvain Wiltord | 77' |

| 1  | POR | Paul Jones        | 66' |
| 21 | DEL | Jo Tessem         | 75' |
| 29 | MED | Fabrice Fernandes | 86' |

| 38' | Robert Pirès | 1:0 |

| 30' · 66' | Martin Keown Thierry Henry |

| 31' · 60' · 77' · 90' | James Beattie Paul Telfer Chris Marsden Anders Svensson |

| Principal  | Graham Barber |
| Asistentes | Nigel Miller  |
|            | Keith Stroud  |
| Cuarto     | Mike Dean     |

|                    |     |     |
| Tiros              | 12  | 14  |
| Tiros a puerta     | 7   | 4   |
| Faltas             | 10  | 18  |
| Saques de esquina  | 4   | 8   |
| Fueras de juego    | 3   | 3   |
| Posesión del balón | 59% | 41% |

| Alineación inicial |

| 1     | POR   | David Seaman      |     |
| 12    | DEF   | Lauren            |     |
| 5     | DEF   | Martin Keown      |     |
| 22    | DEF   | Oleh Luzhny       |     |
| 3     | DEF   | Ashley Cole       |     |
| 7     | MED   | Robert Pirès      |     |
| 15    | MED   | Ray Parlour       |     |
| 19    | MED   | Gilberto Silva    |     |
| 8     | MED   | Fredrik Ljungberg |     |
| 10    | DEL   | Dennis Bergkamp   | 77' |
| 14    | DEL   | Thierry Henry     |     |
| D. T. | D. T. | Arsène Wenger     |     |

| 14    | POR   | Antti Niemi      | 66' |
| 32    | DEF   | Chris Baird      | 86' |
| 5     | DEF   | Claus Lundekvam  |     |
| 11    | DEF   | Michael Svensson |     |
| 3     | DEF   | Wayne Bridge     |     |
| 33    | MED   | Paul Telfer      |     |
| 8     | MED   | Matt Oakley      |     |
| 12    | MED   | Anders Svensson  | 75' |
| 4     | MED   | Chris Marsden    |     |
| 36    | DEL   | Brett Ormerod    |     |
| 9     | DEL   | James Beattie    |     |
| D. T. | D. T. | Gordon Strachan  |     |

| 11 | DEL | Sylvain Wiltord | 77' |

| 1  | POR | Paul Jones        | 66' |
| 21 | DEL | Jo Tessem         | 75' |
| 29 | MED | Fabrice Fernandes | 86' |

| 38' | Robert Pirès | 1:0 |

| 30' · 66' | Martin Keown Thierry Henry |

| 31' · 60' · 77' · 90' | James Beattie Paul Telfer Chris Marsden Anders Svensson |

| Principal  | Graham Barber |
| Asistentes | Nigel Miller  |
|            | Keith Stroud  |
| Cuarto     | Mike Dean     |

|                    |     |     |
| Tiros              | 12  | 14  |
| Tiros a puerta     | 7   | 4   |
| Faltas             | 10  | 18  |
| Saques de esquina  | 4   | 8   |
| Fueras de juego    | 3   | 3   |
| Posesión del balón | 59% | 41% |

| Alineación inicial |

|                       |
| Campeón               |
| Bandera de Inglaterra |
| Arsenal               |
| 9.º título            |